# Ilha Leskov

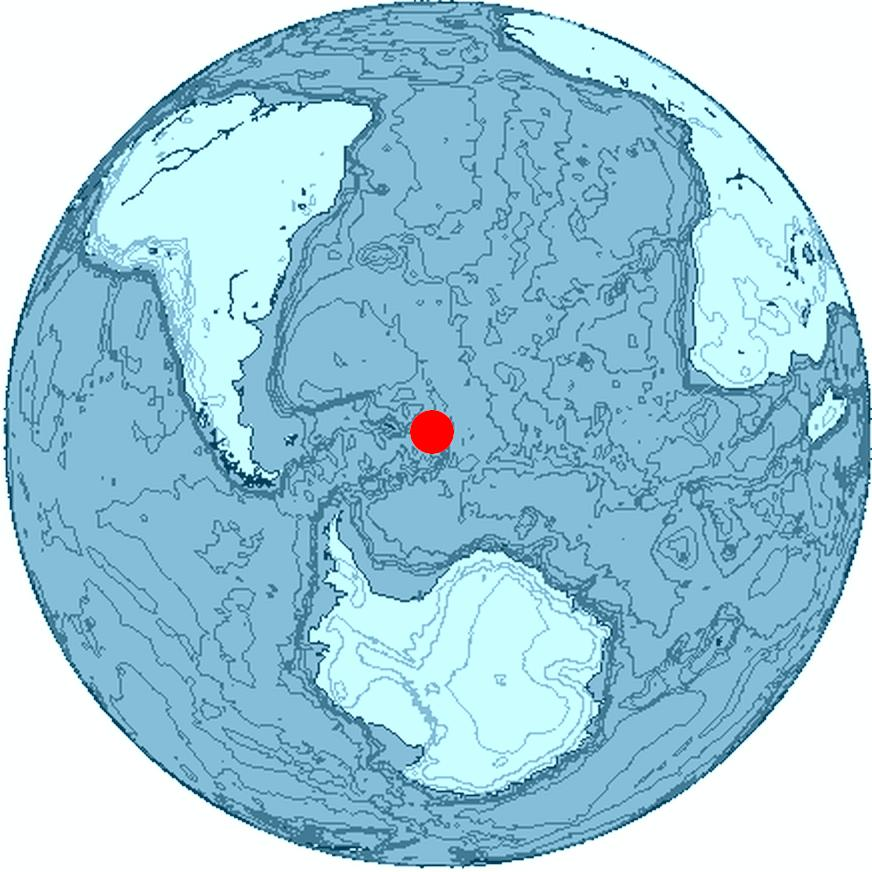
Localização da ilha Leskov

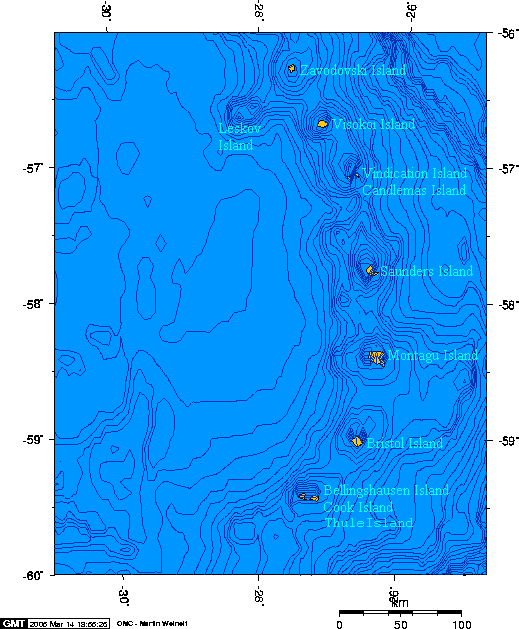
Ilhas Sandwich do Sul

A Ilha Leskov (56° 40′ S, 28° 10′ O) é uma pequena e inabitada ilha que faz parte do grupo das Ilhas Traversay, pertencente ao arquipélago das Ilhas Sandwich do Sul. Tem menos de 1,5 km de extensão, e situa-se a 48 km a oeste da ilha Visokoi. Foi descoberta em 1819 por uma expedição russa comandada pelo capitão Fabian Gottlieb Thaddeus von Bellingshausen, que deu esse nome à ilha em homenagem ao 3º tenente de sua expedição Vostok.
A ilha Leskov localiza-se a oeste do arco principal das Ilhas Sandwich do Sul, e é composta basicamente de andesito, diferentemente das outras ilhas vulcânicas do arquipélago, que compõem-se muito mais de basalto, ou seja, lava solidificada.